# Chvojnica (Myjava)
Chvojnica (em húngaro: Fenyvesd) é um município da Eslováquia, situado no distrito de Myjava, na região de Trenčín. Tem 16,35 km² de área e sua população em 2018 foi estimada em 348 habitantes.

## Demografia
| Ano:        | 1994 | 2004   | 2014  | 2024   |
| ----------- | ---- | ------ | ----- | ------ |
| Broj ljudi: | 428  | 400    | 362   | 329    |
| Razlika:    |      | -6,54% | -9,5% | -9,11% |

| Ano:               | 2023 | 2024   |
| ------------------ | ---- | ------ |
| Número de pessoas: | 325  | 329    |
| Diferença:         |      | +1,23% |